# Thomas Grantham
Thomas Grantham (aportuguesado Tomás Grantão; 1634 – 1692) foi um teólogo, ministro batista geral e escritor inglês. Ele foi um dos principais teólogos líderes dos batistas e fez petições em nome de seus dogmas, tendo acesso ao Rei Carlos II, na Inglaterra do século XVII.

## Vida
Tomás Grantão nasceu em 1634 em Halton Holegate, perto de Spilsby, Lincolnshire, filho de William Grantham, sendo parte da antiga família Grantão da região. Grantão era agricultor de profissão e possuía três lotes de terra em Halton, Hundleby e Ashby, perto de Partney. Ele era inicialmente um leigo anglicano e provavelmente frequentava a Paróquia de Santo André em sua cidade natal. Viajando pelo distrito de South Marsh, Grantão encontrou um grupo de puritanos que deixaram uma igreja não-conformista entre Spilsby e Boston em 1651, tendo adotado visões batistas. Grantão se convenceu do batismo apenas de crentes, em contraste ao batismo infantil, e foi à igreja batista em Boston. Lá, Grantão foi batizado e crismado na igreja em 1653.

## Ministério
Logo, Grantham foi ordenado ministro e levou as visões batistas para Halton Holegate. Ele organizou uma igreja na cidade que inicialmente realizava cultos em residência privada, mas após considerável oposição, a igreja obteve uma concessão da medieval Capela de Northolme, em Thorpe Northolme, perto de Wainfleet.
O principal convertido de Grantham foi John Watts, um homem rico, com algumas propriedades, que havia recebido educação universitária. Watts foi ordenado ministro de uma igreja batista, com cultos realizados em sua residência. Pelos esforços de Grantham e seus evangelistas, várias igrejas foram estabelecidas no sul de Lincolnshire, mantendo uma soteriologia arminiana completa, distinta dos batistas particulares e de outros batistas gerais.

## Sob Carlos II da Inglaterra
O nome de Grantham não foi acrescentado à edição original (1660) da Confissão Padrão, mas ele parece ter elaborado logo depois a "narrativa e reclamação", que foi assinada por 35 batistas gerais em Lincolnshire. Grantham e Joseph Wright foram admitidos em 26 de julho de 1660 para apresentar a "narrativa" a Carlos II, com uma cópia da Confissão Padrão e uma petição de tolerância. A insurreição dos Homens da Quinta Monarquia de Thomas Venner, em janeiro de 1661, levantou temores de levantes anabatistas. Dois discursos ao trono foram então elaborados pelos batistas de Lincolnshire. O segundo deles foi apresentado em 23 de fevereiro por Grantham a Carlos, que se declarou bem disposto.
Grantham logo entrou em conflito com as autoridades. Ele foi preso duas vezes em 1662. Na primeira vez ele foi obrigado a comparecer na próxima audiência em Lincoln; ele foi preso novamente em Boston. Sua pregação arminiana levou ao rumor de que ele era um jesuíta. Ele foi jogado na prisão de Lincoln e mantido lá por cerca de quinze meses, até que na sessão da primavera de 1663, ele e outros foram libertados, de acordo com uma petição elaborada por ele e apresentada ao rei em 26 de dezembro.
Em 1666, Grantham tornou-se mensageiro, uma posição originalmente criada pelos batistas ingleses para a supervisão de igrejas em uma diocese (cf. Robert Everard, Faith and Order, 1649). Grantham desenvolveu essa posição em um ministério itinerante de "plantar" igrejas. Em 7 de março de 1670, ele emitiu propostas para uma disputa pública com Robert Wright, ex-pastor batista que havia se conformado em Lincoln; mas nem Wright nem William Silverton, capelão do bispo William Fuller, responderam. De acordo com o Conventicle Act de 1670, Grantham foi preso novamente por seis meses em Louth. Logo após sua libertação, ele batizou uma mulher casada. O marido o ameaçou com uma ação de indenização, acusando-o falsamente de tê-la agredido. A indulgência de 15 de março de 1672 não atendeu ao caso dos batistas em Lincolnshire; consequentemente, Grantham teve outra entrevista com o rei em nome deles e obteve uma promessa ineficaz de reparação. Ele sofreu várias prisões durante os anos restantes do reinado de Carlos II.  Em 1678, Grantham publicou Christianismus Primitivus, opus magnum, uma compilação de seus tratados publicados anteriormente durante seu ministério, considerada a primeira obra batista de teologia sistemática, que grandemente moldou a teologia batista - principalmente a vertente batista geral.

## Vida posterior
Em 1685 ou 1686, Grantham mudou-se para Norwich, onde organizou uma igreja em White Friars Yard. Em 1686, ele fundou uma igreja semelhante em King Street, Great Yarmouth ; em 1688, ele batizou pessoas em Warboys em Huntingdonshire; em 1689, ele foi autorizado a pregar na prefeitura de King's Lynn e estabeleceu uma igreja lá.
Os últimos anos de Grantham foram cheios de controvérsias com outros puritanos não-conformistas em Norwich, especialmente John Collinges e Martin Fynch. Com o clero anglicano estabelecido da cidade, ele tinha melhores relações; John Connould, vigário da Paróquia de Santo Estêvão, era um bom amigo, por correspondência teológica. Em 6 de outubro de 1691, John Willet, reitor de Tattershall, Lincolnshire, foi levado perante o prefeito de Norwich, Thomas Blofield, por caluniar Grantham em Yarmouth e Norwich. Willet admitiu que não havia fundamento para sua declaração de que Grantham havia sido ridicularizado em Louth por roubo de ovelhas. Grantham pagou os custos de Willet e o manteve fora da prisão. Ele morreu no domingo, 17 de janeiro de 1692, aos 58 anos, e foi enterrado na porta oeste da Igreja de Santo Estêvão. Uma multidão compareceu ao funeral; a cerimônia foi lida por seu amigo Connould. Connould foi enterrado no mesmo túmulo em maio de 1703. Uma longa inscrição memorial foi posteriormente colocada na casa de Grantham, provavelmente por seu neto Grantham Killingworth .

## Visões teológicas
Grantham, como o principal teólogo dos batistas gerais no século XVII, era um arminiano. Contudo, ele diferia dos arminianos anglicanos de sua época. Ele defendeu mais doutrinas reformadas sobre a depravação humana, a incapacidade em questões espirituais à parte da graça convincente e preveniente do Espírito Santo, a expiação penal substitutiva e a justificação pela obediência passiva imputada e pela obediência ativa de Cristo, bem como a santificação. Grantham acreditava na preservação condicional dos santos, ou seja, a salvação só poderia ser abandonada pela apostasia voluntária contra Cristo por meio da descrença, uma condição da qual ninguém poderia se recuperar. Ele também defendeu a visão reformada da Presença Real na Eucaristia, enfatizando a nutrição espiritual, como era a crença batista.
Assim como outros batistas do século XVII, Grantham defendia a interdependência das igrejas locais, em uma "Via Media " entre abordagens congregacionais e presbiterais à política da igreja por meio da existência de associações, o que era uma eclesiologia distinta defendida pelos batistas. Essas associações tinham mais poder do que quaisquer organizações batistas posteriores, embora a igreja local ainda fosse, em última análise, autônoma e pudesse discordar das conclusões das associações e dos mensageiros. A visão mais forte da interconexão entre igrejas locais se fundiu com a concepção de Grantham da posição de mensageiro, para a qual ele foi escolhido. Os mensageiros eram vistos como tendo deveres parecidos aos dos apóstolos, mas sem a autoridade e dons extraordinários. Assim, os mensageiros se envolviam em evangelismo, atividades apologéticas, aconselhando igrejas, orientando e ordenando ministros locais e ajudando a resolver conflitos congregacionais. Ele também defendia a imposição das mãos sobre os recém-batizados, acreditava na unção dos enfermos para cura (mas não no dom de cura) e, como muitos batistas de sua época, acreditava no canto de salmos apenas por solistas como parte do culto público.
Grantham também acreditava fortemente na doutrina da liberdade religiosa e da liberdade de consciência, sendo um dos autores mais prolíficos sobre o conceito no século XVII. Suas visões sobre as Sagradas Escrituras e a Sagrada Tradição da Igreja eram semelhantes às de João Calvino e Balthasar Hubmaier, pois ele tinha grande estima pelos Padres da Igreja e os citava amplamente, ao mesmo tempo em que se apegava ao padrão reformado da Sola Scriptura. Seus debates com anglicanos, presbiterianos, quakers e católicos romanos foram amplamente lidos e citados no século XVII e evidenciaram sua teologia batista arminiana única, que moldou as crenças dos batistas gerais.

## Obras
Grantham publicou: 
- O Prisioneiro contra o Prelado, ou um Diálogo entre a Prisão Comum em Lincoln e o Batista, nd (1662, em verso).
- O Batista contra o Papista, 1663 (datado de Lincoln Castle, 10 de janeiro de 1662, ou seja, 1663, NS).
- O Sábado do Sétimo Dia Cessou, 1667.
- Um Suspiro pela Paz: ou a Causa da Divisão Descoberta, 1671 (em resposta a Uma Busca pelo Cisma ).
- O Batista contra o Quaker (1673? contra Robert Ruckhill e John Whitehead)
- Uma Contenda Religiosa... uma disputa em Blyton, 1674.
- O Batista Leal; ou uma Apologia para os Crentes Batizados, 1674; 2ª parte, 1684, (resposta a Nathaniel Taylor).
- O Quarto Princípio da Doutrina de Cristo Vindicado, 1674.
- Os Sucessores dos Apóstolos, ou um Discurso dos Mensageiros, 1674.
- Apologia dos Pedobatistas para as Igrejas Batizadas (1674?).
- O Sr. Horne respondeu, ou pedo-rantismo não de Sião, 1675. Contra John Horne.[3]
- As Questões Examinadas, ou Cinquenta anti-questões seriamente propostas ao povo chamado Presbiteriano, 1676. Contra John Barret.
- Christianismus Primitivus, 1678 (quatro livros, cada livro e cada parte do livro II. paginados separadamente; o livro IV. tem página de título separada); é uma coleção de tratados e reimprimiu várias das obras acima.
- Uma Epístola pela Pura Verdade e Paz, 1680.
- Uma Epístola Amigável aos Bispos e Ministros da Igreja da Inglaterra, 1680.
- Presunção Sem Provas, 1687?. em resposta a Samuel Petto.
- Catecismo de São Paulo, 1687; 2ª ed. 1693.
- Ouça a Igreja, um apelo à Mãe de todos nós, 1688.
- The Infants' Advocate, 1688; 2ª parte, 1689 (contra Giles Firmin e Joseph Whiston).
- Verdade e Paz: um debate amigável sobre o batismo infantil, 1689.
- Um Diálogo entre o Batista e o Presbiteriano, 1691, contra John Collinges; respondido por Martin Fynch. Contém versos sobre Miguel Serveto. Grantham aparentemente teve acesso à cópia manuscrita do Christianismi Restitutio de Servetus, na biblioteca (hoje em Cambridge) de John Moore. Esses versos (1691) são um dos primeiros avisos favoráveis de Servetus em inglês.
- O Precursor de Uma Resposta Adicional a Dois Livros (1691?).
- O Grande Impostor preso em sua própria armadilha, 1691.
- As últimas palavras de [Thomas] Grantham, 1692.

Entre seus manuscritos não publicados estavam The Baptist's Complaints against the Persecuting Priests, de 1685, e Christianitas Restaurata, cujo título parece ter sido emprestado de Servetus; ambos são citados por Thomas Crosby por seu conteúdo biográfico. William Richard em 1805 não conseguiu acesso aos manuscritos de Grantham.